# Foglio di via
Il foglio di via è ua misura cautelare introdotta nell'ordinamento italiano nel 1956, in sostituzione del confino, ritenuto incostituzionale. Viene decisa dal Questore per le persone ritenute socialmente pericolose.

## Descrizione
L'attuale disciplina è contenuta nel decreto legislativo 159/2011, decreto attuativo della legge 136/2010.

### Destinatari
Art. 1) Il questore adotta il foglio di via e l'avviso orale nei confronti di: 
- coloro che debbano ritenersi, sulla base di elementi di fatto, abitualmente dediti a traffici delittuosi;
- coloro che per la condotta ed il tenore di vita debba ritenersi, sulla base di elementi di fatto, che vivono abitualmente, anche in parte, con i proventi di attività delittuose;
- coloro che per il loro comportamento debba ritenersi, sulla base di elementi di fatto, che sono dediti alla commissione di reati che offendono o mettono in pericolo l'integrità fisica o morale dei minorenni possono ricevere il foglio di via, ovvero l’allontanamento dal luogo dove si abita per un periodo non superiore a 3 anni

Art. 2) Qualora le persone appartenenti ad una delle categorie precedenti, siano pericolose per la sicurezza pubblica e si trovino fuori dei luoghi di residenza, il questore può rimandarvele con provvedimento motivato e con foglio di via obbligatorio, inibendo loro di ritornare, senza preventiva autorizzazione ovvero per un periodo non superiore a tre anni, nel comune dal quale sono allontanate. Il compito può essere delegato ad un funzionario della questura (Cass. pen. – sez. I – 19 febbraio 1969, n. 244).

### Effetti
Per un periodo non superiore a tre anni, il soggetto non può fare ritorno nel comune da cui è stato allontanato, se non ottiene la preventiva autorizzazione del questore che ha emesso il provvedimento. Egli non può ritornarvi senza il permesso, neppure per esercitare il proprio diritto di difesa in un procedimento penale a suo carico (Cassazione – sez. I, 21 gennaio 1983, n. 444).
Peraltro divieto di ritorno, non significa divieto di semplice transito.

### Inosservanza
L'inosservanza alle prescrizioni contenute nel provvedimento di rimpatrio costituisce reato: si tratta di un reato omissivo istantaneo. Il contravventore è punito con l'arresto da uno a sei mesi. Nella sentenza di condanna viene disposto che, scontata la pena, il contravventore sia tradotto al luogo del rimpatrio (art. 76, comma 3 del D.lgs. 159/2011). 

## Influenza culturale
- Foglio di via - film del 1955 sull'argomento.